# Witold Łukaszewski (wojskowy)
 Witold Adam Łukaszewski (ur. w 1967) – pułkownik dyplomowany Wojska Polskiego; zastępca dowódcy 9 pułku rozpoznawczego (2005–2011); dowódca 2 Przasnyskiego Ośrodka Radioelektronicznego (2012–2015); szef Zarządu Rozpoznania i Walki Elektronicznej DG RSZ (2016–2019).

## Przebieg służby wojskowej
Witold Łukaszewski we wrześniu 1986 podjął studia w Wyższej Oficerskiej Szkole Radiotechnicznej w Jeleniej Górze, które ukończył w 1990 uzyskując dyplom inżyniera – dowódcy. W sierpniu tego roku był promowany na pierwszy stopień oficerski – podporucznika. W październiku 1990 został skierowany do Skierniewic, gdzie objął stanowisko dowódcy plutonu namierzania radiowego w 9 pułku rozpoznania radiowego. Następnie pełnił kolejno obowiązki dowódcy batalionu zakłóceń radiowych, szefa szkolenia – zastępcy dowódcy. W 1995 podjął studia w Akademii Obrony Narodowej i po jej ukończeniu w 1997 został wyznaczony na stanowisko szefa sztabu w 9 pułku radioelektronicznym w Lidzbarku Warmińskim (1997–2004). Po przeformowaniu jednostki w 9 pułk rozpoznawczy, pozostał na stanowisku szefa sztabu, a następnie został zastępcą dowódcy jednostki (2005–2011). Uczestniczył w misji PKW w Syrii na stanowisku zastępcy dowódcy – szefa sztabu (2004). Z 9 pułkiem rozpoznawczym był związany prawie 22 lata.
W czerwcu 2012 po ukończeniu podyplomowych studiów dowódczo-sztabowych w AON został 16 lipca 2012 skierowany do Garnizonu Przasnysz, gdzie objął stanowisko dowódcy 2 Ośrodka Radioelektronicznego. Dowodzenie jednostką przekazał 26 sierpnia 2015 w obecności gen. dyw. Michała Sikory dla ppłka Stanisława Zasady. W październiku 2015 został skierowany do Pekinu jako słuchacz Podyplomowych Studiów Polityki Obronnej. 5 grudnia 2016 został wyznaczony na stanowisko szefa Zarządu Rozpoznania i Walki Elektronicznej DG RSZ. 31 stycznia 2019 zakończył pełnienie zawodowej służby wojskowej i został przeniesiony do rezerwy.

## Awanse[2][5]
- podporucznik – 1990
- porucznik – 1993
- kapitan – 1997
- major – 2002
- podpułkownik – 2005
- pułkownik – 2012

## Ordery, odznaczenia i wyróżnienia
- Wojskowy Krzyż Zasługi – 2018[6]
- Odznaka pamiątkowa  9 pułku rozpoznawczego – 2010 (ex officio)
- Odznaka pamiątkowa  2 Ośrodka Radioelektronicznego – 2012 (ex officio)
- Wojskowa Odznaka Sprawności Fizycznej I stopnia – 1990

i inne

## Garnizony w przebiegu służby
W ponad 32 letniej służbie wojskowej był w garnizonach:
1. Jelenia Góra (1986–1990) ↘
2. Skierniewice (1990–1995) ↘
3. Warszawa (1995–1997) ↘
4. Lidzbark Warmiński (1997–2004) ↘
5. PKW Kosowo (2004) ↘
6. Lidzbark Warmiński (2004–2011) ↘
7. Pekin (2011–2012) ↘
8. Przasnysz (2012–2015) → Warszawa (2015–2019)